# War Against Smallpox
War Against Smallpox: Edward Jenner and the Global Spread of Vaccination es un libro de 2020 del historiador y académico Michael J. Bennett. Describe «el impacto devastador y desfigurante de la viruela aún en libertad en el cada vez más pequeño globo terráqueo del siglo XVIII». Muestra cómo el creciente recurso a la inoculación contra la viruela, un procedimiento arriesgado, impulsó la experimentación temprana de Edward Jenner con la viruela bovina como profilaxis contra la viruela.

## Descripción general
El libro ofrece un relato completo de cómo la inoculación con la viruela bovina de Jenner, rebautizada como vacunación en Inglaterra en 1800, se extendió rápidamente por todo el mundo durante las Guerras napoleónicas. Sigue la difusión tanto de la idea de la vacunación como del tema de la vacuna en sí a través de Gran Bretaña, Francia e Italia, Alemania y Europa Septentrional, la Península ibérica, el Imperio ruso, Asia del Sur, América del Norte, América Latina y Oceanía. Explora el papel de los individuos, las redes médicas, las instituciones benéficas, las agencias gubernamentales y los imperios en la adopción, promoción y afianzamiento (a veces obligando) la práctica y las condiciones de éxito y reveses. Un problema importante era asegurar la vacuna y mantener un suministro local extrayendo linfa de las viruelas de los niños recientemente vacunados para usarla en otros. De esta manera, la Real Expedición Filantrópica de la Vacuna utilizó niños huérfanos para llevar la vacuna a través del Atlántico hasta América del Sur y luego a través del Pacífico. La difusión de la vacunación implicó una movilización a gran escala de médicos y defensores no profesionales de la práctica, con mujeres de élite al frente y millones de padres e hijos. Si bien reconoce los intereses materiales, el libro sostiene que la promoción de la vacunación fue fundamentalmente un esfuerzo humanitario y analiza la temprana celebración de Jenner como un nuevo tipo de héroe. Destaca el carácter internacional de la batalla contra la viruela, trascendiendo regímenes políticos y fronteras y estableciendo la vacunación como una práctica médica universal.

## Recepción de la crítica
En su reseña, Elena Conis de la Universidad de California en Berkeley presenta el libro como un «trabajo exhaustivo, ambicioso y completo que promete ser un punto de partida útil para las muchas investigaciones históricas sobre la vacunación que nuestro momento actual probablemente inspire».
Para Kristin Brig de la Universidad Johns Hopkins «proporciona una contribución notable a la historiografía de la vacunación, uniendo narrativas conocidas con historias más oscuras para elaborar una historia global completa y completa de la vacunación temprana contra la viruela».
Peter Hobbins de la Universidad de Sídney lo describe como un impresionante tour de force de erudición profundamente sostenida, que reconoce «una gama extraordinaria de actores, actuaciones, cosmologías y complejidades. Lo que los unió en un mundo en contracción fue el atractivo de la salvación en un época pandémica».